# Oblast' di Cherson
L'oblast' di Cherson (in ucraino Херсонська область?, Chersons'ka oblast') è una delle 24 oblast' dell'Ucraina, in parte occupata militarmente dalla Russia nell'ambito dell'invasione russa dell'Ucraina del 2022. Il capoluogo è Cherson.

## Geografia
L'oblast' di Cherson confina con l'oblast' di Dnipropetrovs'k a nord, il Mar Nero e la Crimea a sud, l'oblast' di Mykolaïv a ovest e il Mare d'Azov e l'oblast' di Zaporižžja a est. Il fiume Dnepr, che comprende il bacino idrico di Kachovka, attraversa l'oblast' da nord-est ad ovest.
Prima dell'invasione russa dell'Ucraina del 2022, il Dnepr era attraversato da due ponti: il ponte Kachovs'kyj vicino a Nova Kachovka e il ponte Antonovs'kyj a Cherson. 
Il distretto di Heničes'k comprende la parte settentrionale della striscia di Arabat, una sottile striscia di terra tra il Sivaš e il Mar d'Azov che fa geograficamente parte della penisola di Crimea. Dopo l'occupazione russa della Crimea nel 2014, questa striscia all'interno dell'oblast' di Cherson era l'unica parte della penisola di Crimea sotto il controllo ucraino immediatamente prima dell'invasione russa dell'Ucraina del 2022.

## Amministrazione
Dal 18 luglio 2020 l'oblast' è suddivisa amministrativamente in 6 distretti:
- Beryslav
- Heničes'k
- Kachovka
- Cherson
- Skadovs'k

I dati che seguono mostrano il numero di ogni tipo di suddivisione amministrativa:
- Distretti: 7
- Città: 9
- Insediamenti rurali: 30
- Villaggi: 658

### Situazione antecedente il 2020
Prima della riforma amministrativa del 2020, nell'oblast' si trovavano
- Distretti: 18
- Città: 9
- Insediamenti rurali: 30
- Villaggi: 658